# Cine Felgueroso
El centro audiovisual Cine Felgueroso es un centro cultural de Sama, en el concejo asturiano de Langreo. Fue proyectado en la década de 1950 como sala de cine para el complejo de viviendas burguesas que le rodean, un bloque de siete plantas en forma de "U", aunque su uso fue siempre público. Se encuentra en el Inventario Cultural del Principado.

## Historia
La sala de cine fue proyectada en el lugar que ocupaba hasta entonces la plaza del mercado de ganado de Sama. Forma parte de un complejo de viviendas para la burguesía local en forma de "U" de siete planta, incluyendo soportales con comercios y jardín, y fue inaugurado en 1954. 
Destaca por su planta pequeña y elíptica, caso excepcional para un cine, que le otorga una gran verticalidad, siendo su autor el también langreano Juan José Suárez Aller, de La Felguera. La fachada acristalada, que deja ver los diferentes hall, está inspirada en un edificio de Dakota del Norte de Frank Lloyd Wright. El resto del edificio se decora con gresite de color morado y formas geométricas. Siguiendo el Movimiento Moderno, se considera al edificio como una de las mejores muestras asturianas de esta arquitectura, formando parte de la lista del Docomomo Ibérico además del Inventario Cultural del Principado como histórica sala de cine. .

### Cine
Originalmente, constaba de patio de butacas y dos pisos de palcos generales. En la década de 2000 cerró hasta ser rehabilitado y abierto de nuevo como centro cultural en 2007. Así, se construyeron en su interior dos salas. La mayor de ellas se corresponde con el antiguo patio de butacas y el primer piso de palcos, donde se realizan las proyecciones cinematográficas y con capacidad para 300 personas. La segunda sala corresponde a lo que era la tercera planta, y se usa para conferencias y reproducción multimedia, con 70 butacas. También cuenta con una pequeña sala de exposiciones dedicada a cámaras de cine.